# Рипа-Театіна
Рипа-Театіна (італ. Ripa Teatina) — муніципалітет в Італії, у регіоні Абруццо,  провінція К'єті.
Рипа-Театіна розташована на відстані близько 155 км на схід від Рима, 70 км на схід від Л'Аквіли, 6 км на схід від К'єті.
Населення — 4115 осіб (2014).

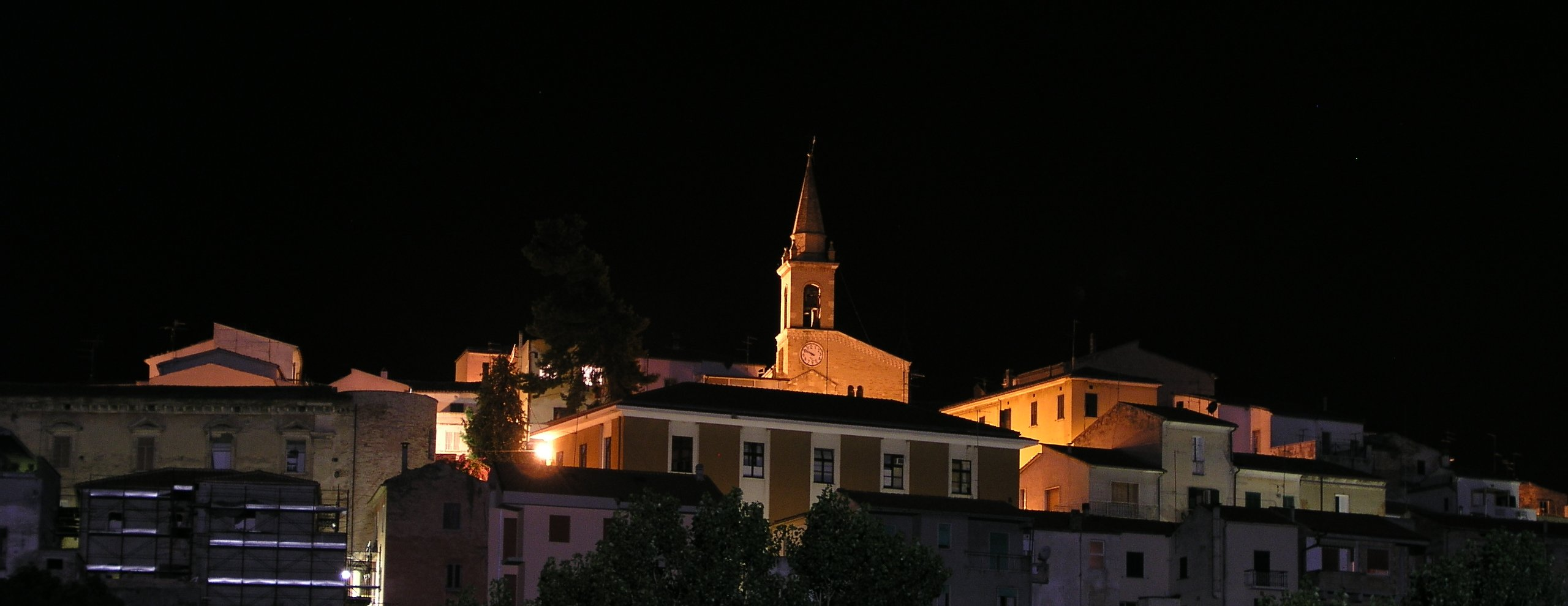

Щорічний фестиваль відбувається 22 березня. Покровитель — Maria SS. del Sudore.

## Демографія
Населення за роками:

Станом на 1 січня 2023 року в муніципалітеті офіційно проживали 233 іноземці з 21 країни, серед них 60 громадян країн Євросоюзу та 3 громадяни України.

## Сусідні муніципалітети
- Букк'яніко
- К'єті
- Франкавілла-аль-Маре
- Мільяніко
- Торревеккія-Театіна
- Вілламанья